# Saint-Martin-du-Bois (Maine-et-Loire)
Saint-Martin-du-Bois korábbi község Franciaország Loire mente régiójában, Maine-et-Loire megyében. 2016. december 15-én tizennégy másik korábbi községgel egyesült és Segré-en-Anjou Bleu új község része lett.
Lakosainak száma 994 fő (2018. január 1.). Saint-Martin-du-Bois Aviré, Chambellay, La Jaille-Yvon, Le Lion-d’Angers, Louvaines, Montguillon és Montreuil-sur-Maine községekkel határos.

## Népesség
A település népessége az elmúlt években az alábbi módon változott:
| Lakosok száma | 766  | 670  | 691  | 671  | 684  | 907  | 938  | 988  | 1008 | 994  |
|               | 1968 | 1975 | 1982 | 1990 | 1999 | 2011 | 2013 | 2015 | 2017 | 2018 |